# 몬티 (로마)

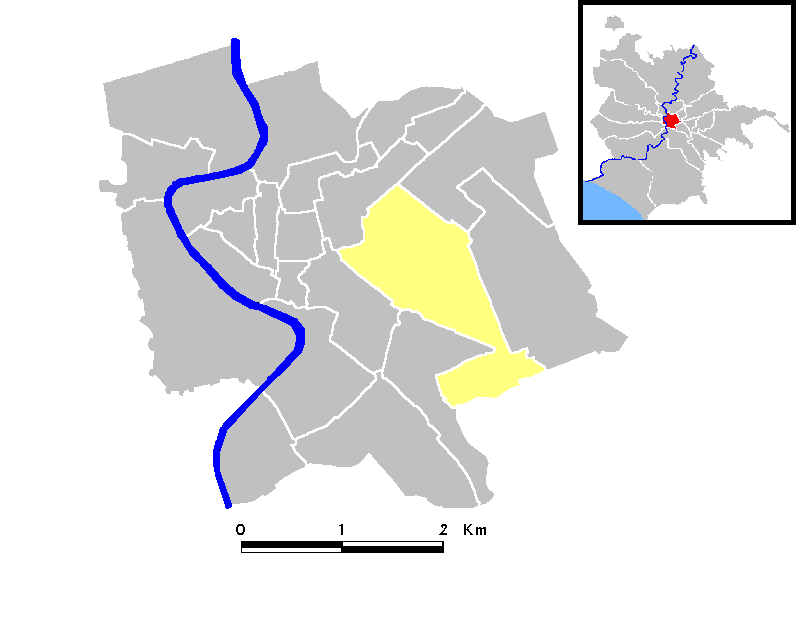
몬티의 위치

몬티(이탈리아어: Monti)는 이탈리아 로마의 리오네다. R. I라고 표기되며, 로마 1구에 속한다.